# The New-Zealander
Der The New-Zealander war eine zunächst wöchentlich, später mit Unterbrechungen täglich erscheinende Tageszeitung in der Stadt Auckland in Neuseeland.

## Geschichte
1845 gründete der in Irland geborene Drucker John Williamson die zunächst wöchentlich erscheinende Zeitung The New-Zealander. Sie wurden damit Hauptkonkurrent zu der bereits zwei Jahre zuvor auf den Markt gebrachte Zeitung The Southern Cross, da sich andere Zeitung zu der Zeit nicht über einen längeren Zeitraum in Auckland etablieren konnten. Ziel der beiden Zeitungsmacher war, die Interessen der durchschnittlichen Siedler und der Māori zu vertreten.
Als die Southern Cross ihr Erscheinen infolge der Kriege um den Māori-Führer Hone Heke von April 1845 bis Juli 1847 einstellte, blieb der New-Zealander weiterhin auf dem Markt und war über diesen Zeitraum ohne Konkurrenz. Vor dem Wiedererscheinen des Southern Cross wurde die Erscheinungsweise des New-Zealander am 2. Juni 1847 auf zwei Mal pro Woche umgestellt und 1848 nahm Williamson den späteren Gründer der Zeitung The New Zealand Herald, William Chisholm Wilson, als Partner mit in sein Zeitungsgeschäft auf.
Der New-Zealander gewann über die Jahre immer mehr an Einfluss und war bis 1859 die führende Tageszeitung des Landes. Am 1. Januar 1863 stellten die beiden Eigentümer die Zeitung auf eine tägliche Erscheinungsweise um. Doch noch im gleichen Jahr zerstritten sich Williamson und Wilson um die Frage des Krieges gegen die Māori. Während sich Williamson gegen den Krieg aussprach, war Wilson dafür. Der Konflikt führte dazu, dass Wilson die Zeitung verließ und infolge den New Zealand Herald gründete.
Die Kommentare zu dem Krieg gegen die Māori brachten die Zeitung zunehmend in die Kritik. Als im Juni 1864 in der Zeitung behauptet wurde, dass der Tod des Kapitäns der HMS Esk darauf zurückzuführen sei, dass seine Männer desertiert seien, drohten rund fünfzig Männer der Besatzung des Schiffes das Büro der Zeitung niederzureißen. Williamson entschuldigte sich nicht dafür, ließ aber eine Gegendarstellung in der Zeitung drucken. Wegen der Pro-Māori-Ausrichtung des New-Zealander verlor das Blatt infolge zunehmend an Einfluss und Unterstützung und so konnte Williamson die tägliche Erscheinungsweise nicht mehr weiter aufrechterhalten. Im Dezember 1865 versuchte man das Blatt wieder auf eine Erscheinungsweise von zwei Mal pro Woche umzustellen. Nach einer sechswöchigen Erscheinungspause über den Jahreswechsel hinweg konnte das Blatt dann am 24. Januar 1866 wieder erscheinen. Doch in der zweiten Maiwoche wurde dann das Büro der Zeitung abgebrannt, worauf Williamson die Herausgabe der Zeitung für immer einstellen musste.